# Chaldéens (Antiquité)
Pour l’article homonyme, voir Chaldéens.
Cet article traite des Chaldéens antiques. Pour la présentation des Chaldéens modernes, voir Église catholique chaldéenne.
Les Chaldéens (akkadien Kaldu) sont un peuple de la Mésopotamie antique. Probablement d'origine ouest-sémitique et liés aux Araméens, ils coexistaient en Babylonie avec ces derniers et les Babyloniens du IXe siècle av. J.-C. au VIe siècle av. J.-C. Durant cette période, ils ont constitué d'importantes confédérations tribales, qui ont prospéré durant la période de fragmentation politique qu'a connu la Babylonie, alors que l'Assyrie tentait de la placer sous sa coupe. Les Chaldéens sont essentiellement mentionnés dans les sources de l'époque comme les adversaires des Assyriens. Plusieurs de leurs chefs sont parvenus à occuper le trône de Babylone, sans jamais fonder de dynastie durable. 
Leur nom a servi à forger celui de la Chaldée, une manière de dénommer la Babylonie dans les sources gréco-romaines, qui désignent les habitants de la région comme des « Chaldéens », et plus particulièrement leurs prêtres et les spécialistes de la divination, donc avec des significations différentes de celle des sources mésopotamiennes. De nos jours on désigne sous le nom de « Chaldéens » ou d'Assyro-Chaldéens, les membres de l'Église catholique chaldéenne, de rite et de langue liturgique syriaque oriental, qui sont implantés dans cette région.

## Étymologie
Les termes Chaldée et Chaldéens du français et des autres langues modernes proviennent du grec Khaldaía (Χαλδαία). Ce terme dérive de l'akkadien Kaldu qui peut aussi bien désigner le pays que le peuple ; d'autres fois les textes akkadiens emploient des termes plus précis, māt Kaldu « Pays de Chaldée/des Chaldéens » ou bien Kaldayu « Chaldéens ». En hébreu biblique, le terme correspondant est Kaśdîm.

## Les Chaldéens, un peuple de Babylonie
Les plus anciennes attestations de l'usage des termes Chaldée et Chaldéens se trouvent dans les textes cunéiformes d'Assyrie et de Babylonie, dans les premiers siècles du Ier millénaire av. J.-C. Ils désignent alors un peuple implanté en Babylonie, distinct de sa population autochtone majoritaire, les Babyloniens parlant l'akkadien, et les régions où ils vivent.

### Origines
La plus ancienne mention des Chaldéens date d'un texte du roi assyrien Assurnasirpal II, qui évoque une campagne dans le pays de Chaldée, dans les années 870 av. J.-C.,. Les Chaldéens sont alors déjà implantés dans la région. On ne sait pas exactement quand ils y sont arrivés, dans quelles conditions, et depuis quelle région. Il a été proposé qu'ils soient venus depuis l'Arabie orientale. Les noms des Chaldéens sont en général de type babylonien, parfois dans une langue ouest-sémitique, notamment de l'araméen (quinze occurrences), et plusieurs de leurs noms de tribus et de villes semblent ouest-sémitiques et spécifiquement araméens. Sur ce dernier élément il est généralement considéré que les Chaldéens sont une population ouest-sémitique, et il est souvent supposé qu'ils soient originellement un sous-groupe des Araméens, population ouest-sémitique qui s'implante vers la même époque en Babylonie, venant depuis la Syrie, ou du moins qu'ils soient apparentés à eux,,,. Mais les textes assyriens et babyloniens distinguent systématiquement Chaldéens et Araméens, y compris quand ils les mentionnent côte à côte ; les deux groupes peuvent être selon les circonstances des alliés (notamment quand il s'agit de faire face aux Assyriens) ou bien des adversaires. Les Chaldéens du milieu du Ier millénaire av. J.-C. sont des locuteurs de l'araméen, mais c'est le cas de la majorité des populations de Babylonie à ce moment-là, donc cela ne peut suffire à expliciter leur origine.

### Les «Maisons» chaldéennes

La Babylonie des premiers siècles du, avec la localisation approximative des Maisons chaldéennes.

Les Chaldéens sont organisés suivant un principe tribal. Leurs entités politiques sont dénommées « Maisons » (akkadien bītu), nommées d’après un ancêtre tribal, par exemple Amuk(k)anu pour la « Maison d'Amuk(k)anu » (Bīt Amukkani). Ces tribus sont autonomes par rapport au pouvoir babylonien, une situation de semi-indépendance ou d'indépendance de fait. Des textes mentionnent les chefs chaldéens par le terme rašʾanu ou rasʾanu,, mais d'autres fois les Assyriens désignent le chef de Maison comme un « roi » (šarru), ce qui est révélateur de la stature que ces personnages ont pu acquérir. Ces Maisons disposent d'un territoire où elles sont implantées de façon privilégiée, où elles ont des villages et des villes, avec des capitales,. Les Chaldéens sont désignés en fonction de leur appartenance tribale, comme des « fils » (akkadien māru) de leur Maison, ce qui signifie « descendant » de l'ancêtre éponyme ; ainsi un homme de la Maison de Dakkuru sera un « Fils/Descendant de Dakkuru » (Mār Dakkuri),. La manière dont ces entités se sont constituées n'est pas documentée. Ce sont sans doute le produit de la réunion de plusieurs tribus dans une entité plus vaste et complexe, ce qui fait que ces Maisons peuvent être considérées comme des « confédérations tribales ».
Trois de ces maisons jouent un rôle politique important, les deux autres apparaissant peu dans le paysage politique babylonien.
- La Maison d'Amuk(k)anu (Bīt Amukkani), implantée au nord d'Uruk, entre le Tigre et l'Euphrate, avec pour capitale Shapiya située près d'Uruk, est apparemment la plus peuplée et la plus importante[9].
- La Maison de Dakkuru (Bīt Dakkuri), parfois appelé Bit Adini (à ne pas confondre avec le royaume araméen de Syrie du même nom), est située plus au nord autour de l'Euphrate entre Borsippa et Marad[9],[10].
- La Maison de Yakin (Bīt Yakin), située au sud de la Babylonie, autour des villes de Larsa et Eridu, avec pour capitale Dur-Yakin (« Forteresse de Yakin »), et vers la région marécageuse du Pays de la Mer (les Assyriens désignent parfois leurs souverains comme les « rois du pays de la Mer », titre au passé très ancien), au contact de l'Élam avec lequel des alliances sont nouées à plusieurs reprises contre l'Assyrie[5],[9].
- La Maison de Sha'alu (Bīt Šaʾali) située autour de Babylone, qui semble dissoute et en partie absorbée par la Maison de Dakkuri vers le début du VIIe siècle av. J.-C.[7].
- La Maison de Shilanu (Bīt Šilani) entre Nippur et Larak, est très peu documentée[7].

### Mode de vie
Les Chaldéens sont organisés en un peuplement sédentaire, reprenant ainsi le mode de vie des Babyloniens. Ils ont des villages, ainsi que des sites fortifiés. Les bas-reliefs sculptés sur bronze des portes de Balawat, représentant une campagne du roi assyrien Salmanazar III contre des Chaldéens, représentent ainsi des agglomérations murées flanquées de tours. Un texte de Sennachérib énumérant les implantations chaldéennes qu'il soumet lors d'une campagne, réparties entre 88 bourgs fortifiés et 820 villages, dont une centaine pour Bit Yakin et Bit Sha'ali chacun, 250 chez Bit Dakkuri, et 350 dans Bit Amukkani,. Ces nombres sont sans doute trop ronds pour être vrais, d'autant plus que des villes babyloniennes au passé ancien y sont incluses, mais ils renvoient à l'impression générale qu'il ressort des textes assyriens : les pays chaldéens sont densément peuplés et prospères. De plus des Chaldéens vivent aussi dans des villes babyloniennes.
Les trois principales tribus chaldéennes, Bit Dakkuri, Bit Amukkani et Bit Yakin sont implantées dans la région de l'Euphrate, où il est divisé en de nombreuses branches, entre Borsippa et les marécages bordant le golfe Persique (le Pays de la Mer), ce qui en fait donc une région propice à l'agriculture, et aussi au transport à l'échelle régionale. Cette implantation géographique est manifestement liée à la prospérité des tribus chaldéennes.

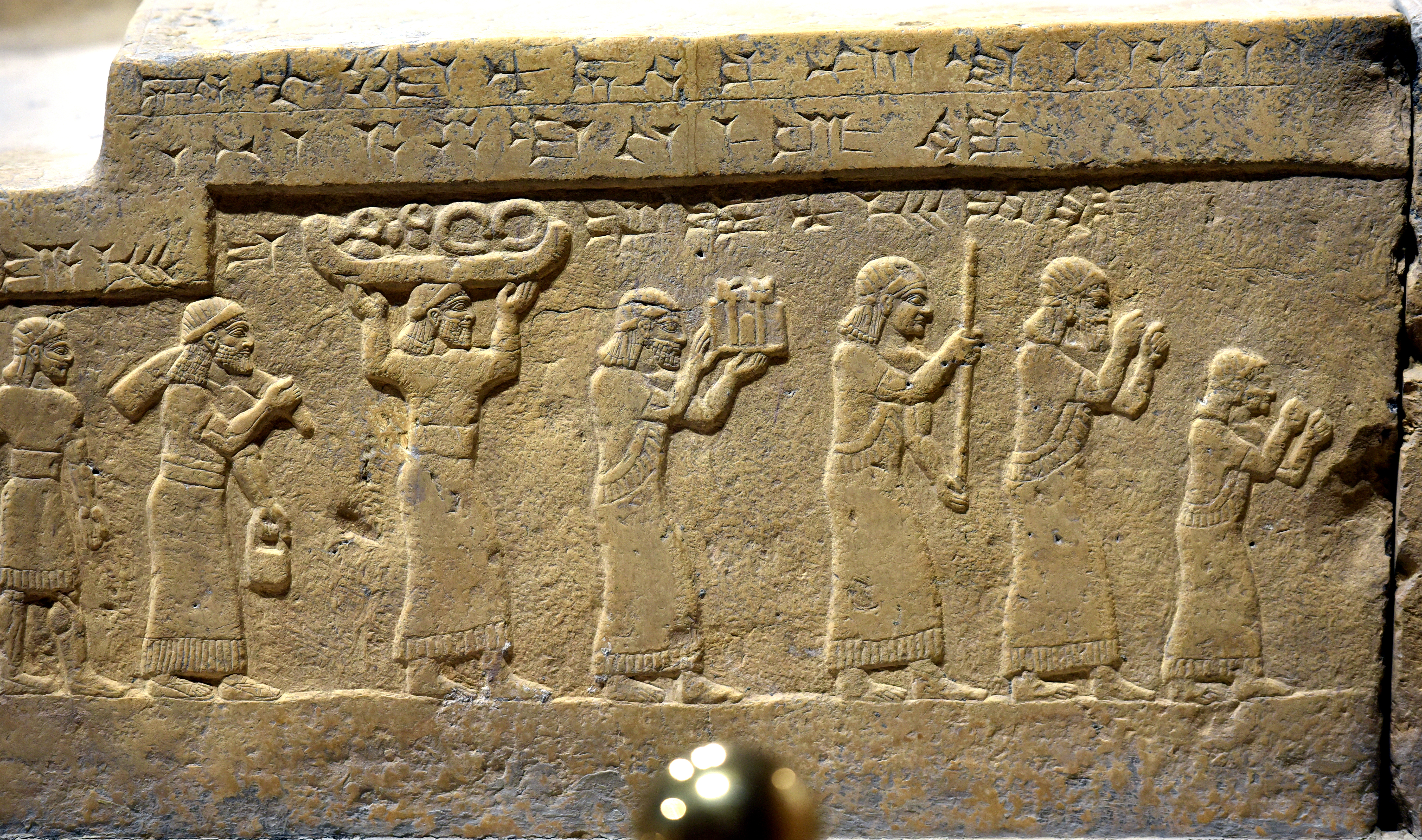
Bas-relief du podium du trône assyrien du palais du Fort Salmanazar de Nimroud, face sud : le roi Salmanazar III reçoit le tribut de Bit-Amukkani, comprenant de l'étain, du bois précieux et de l'ivoire. Musée national d'Irak.

Du point de vue des activités, les textes assyriens indiquent que les populations chaldéennes pratiquent l'agriculture, et disposent de palmeraies, élèvent du bétail et des chevaux. Les Chaldéens sont aussi très actifs dans le commerce à l'échelle régionale et internationale, profitant de leur implantation géographique et leurs connexions avec la Syrie, les tribus arabes, l'Élam, et les régions du golfe Persique et au-delà, ce qui pourrait là encore avoir soutenu leur puissance politique. Cela ressort des tributs qu'ils versent aux Assyriens, qui comprennent des métaux précieux, de l'ivoire, des peaux d'éléphants et des bois exotiques,.
Alors que les Araméens de Babylonie vivent un mode de vie semi-nomade avec une économie surtout pastorale, évoluant aux marges de la société babylonienne, les Chaldéens suivent plus le mode de vie traditionnel babylonien, ce qui indique qu'ils se sont plus fondus dans leur région d'implantation,. Comme le remarque G. Frame, bien qu'ils aient conservé leur organisation tribale, un grand nombre de Chaldéens sont « babylonisés » : ils prennent des noms traditionnels babyloniens, sont très impliqués dans la vie politique babylonienne, et ont un mode de vie agricole comme les Babyloniens.

### La montée en puissance des Chaldéens auIXesiècleav. J.-C.

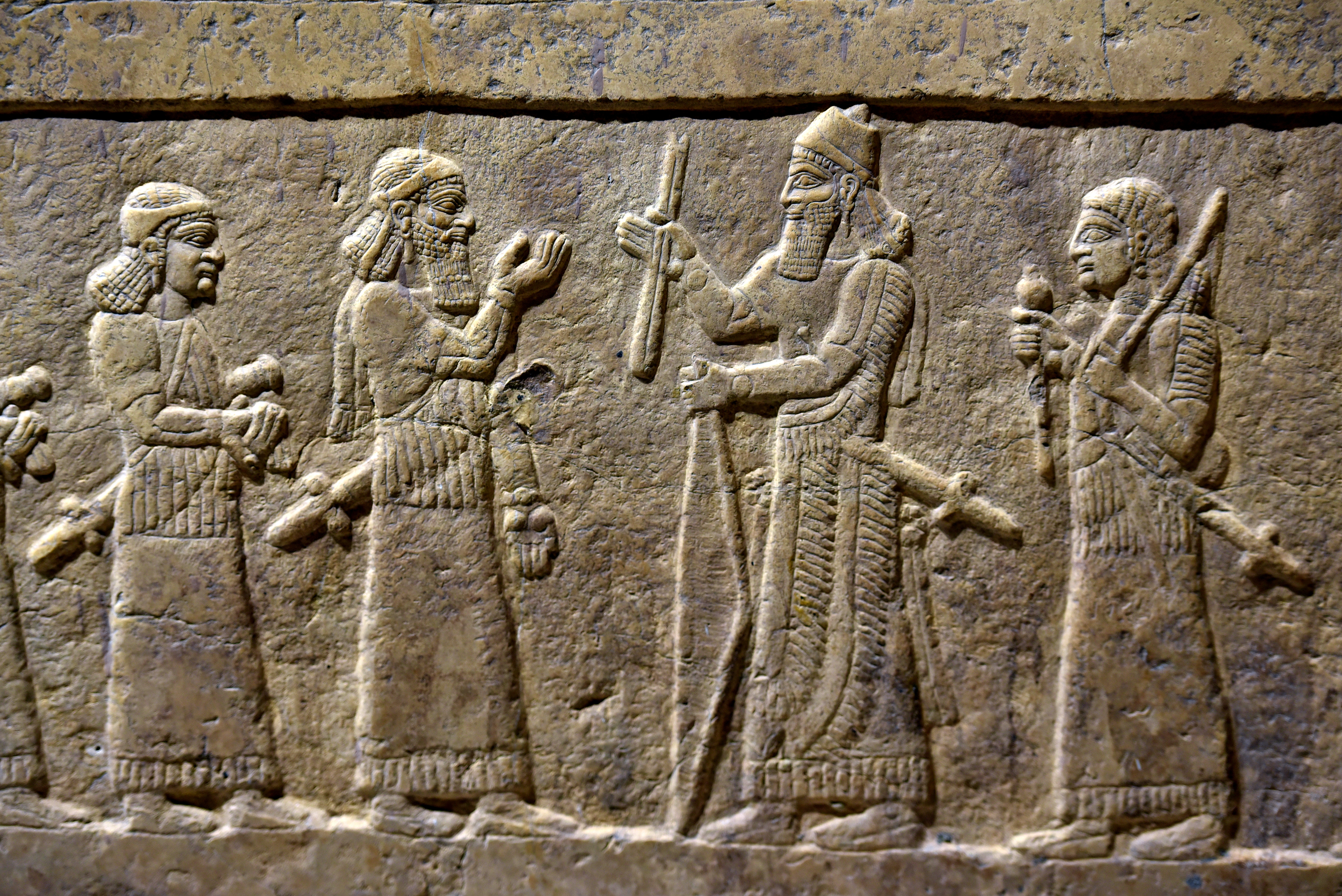
Bas-relief du podium du trône assyrien du palais du Fort Salmanazar de Nimroud, face sud : le roi Salmanazar III reçoit l'hommage de Musallim-Marduk de Bit-Amukkani. Musée national d'Irak.

À compter des environs de 900 av. J.-C., l'Assyrie intervient dans les affaires du royaume de Babylone. Mais durant la majeure partie du IXe siècle av. J.-C. cela ne se fait pas vraiment au détriment des rois de Babylone. L'Assyrien Salmanazar III considère son homologue babylonien Marduk-zakir-shumi comme son allié, mais il fait campagne en Babylonie, contre des Chaldéens. Ceux-ci sont en effet devenus à ce moment-là une force autonome du pouvoir babylonien. Salmanazar fait représenter ses campagnes et la réception du tribut des Chaldéens sur les portes de Balawat et le trône de son palais de Fort Salmanazar du Nimroud, qui indiquent la prospérité obtenue par les Chaldéens, grâce à l'agriculture et au commerce. Un bol en bronze mis au jour à Nimroud datant de la même période porte le nom d'un certain Abdi-il de Bit-Dakkuri, qui porte le titre de šaknu (« préposé ») courant dans l'administration babylonienne. De même un certain Iddin-Marduk, un autre « Fils de Dakkuri », apparaît parmi les témoins d'une donation du roi Marduk-zakir-shumi, ce qui est une indication de sa position prestigieuse.
Les relations entre Babylone et l'Assyrie se tendent par la suite, et débouchent sur une série de conflits qui tournent en défaveur des Babyloniens, culminant dans la capture de leur roi Baba-aha-iddina par son adversaire Shamshi-Adad V vers 812-811. Le chaos qui en résulte facilite l'émancipation des confédérations chaldéennes. De façon significative, le sceau de Marduk-shakin-shumi, chef de Bit-Yakin vers cette période, s'inspire de l'iconographie royale babylonienne. Nabû-shumu-lishir de Bit-Dakkuri fait quant à lui émettre au nom de son « palais » des poids officiels portant son nom, ce qui est normalement une prérogative royale. Tout indique que les chefs chaldéens commencent à se percevoir comme de véritables rois indépendants. Leur rang est par ailleurs reconnu par les Assyriens : dans ses inscriptions, leur roi Adad-nerari III désigne les chefs chaldéens comme des « rois » et il reçoit leur hommage, comme le font ses autres vassaux. La fragmentation politique de la Babylonie, sous l'hégémonie assyrienne, est donc actée.

### Des Chaldéens rois de Babylone en lutte contre l'Assyrie (v. 770-689 av. J.-C.)
La Babylonie reste cependant réfractaire à la domination assyrienne, et se succèdent sur son trône des rois tentant de mener la résistance aux ambitions hégémonique du royaume du nord. Selon les indications laconiques de deux textes postérieurs, il semble que le premier chaldéen à monter sur le trône de Babylone soit un certain Marduk-apla-usur, dont le règne est à situer dans les premières décennies du VIIIe siècle av. J.-C. (avant 770), mais on ne sait pas à quelle tribu il appartient. Lui succède Eriba-Marduk (769-761), issu de Bit-Yakin, dont le règne est mieux connu, que la Chronique dynastique babylonienne présente comme le seul représentant d'une dynastie du Pays de la Mer, la principale région d'implantation de sa tribu. Peu de textes sont contemporains de son règne, mais il est mentionné par des rois babyloniens et assyriens postérieurs comme ayant contribué à éteindre le chaos régnant en Babylonie, en combattant les tribus araméennes qui y menaient des incursions et en restaurant des temples et leur culte. Vient ensuite Nabû-shuma-ishkun (760-748), que la Chronique dynastique présente comme venant du pays de Chaldée, et que deux autres textes rattachent au Bit-Dakkuri. Cette période semble encore être troublée, marquée par des affrontements entre Chaldéens, Araméens et villes babyloniennes. Ces textes présentent une image très sombre de Nabû-shuma-ishkun, qui aurait porté atteinte aux cultes de Borsippa et d'Uruk, l'un d'entre eux mentionnant qu'il serait allé jusqu'à entrer en conflit avec sa propre tribu.
Le trône de Babylone est ensuite occupé par un babylonien, Nabonassar, qui doit se soumettre au roi assyrien Tiglath-Phalazar III. Dans les troubles qui suivent, le trône échoit à un chaldéen de Bit-Amukkani, nommé Nabû-mukin-zeri, abrégé en Mukin-zeri (732-729). Ce personnage apparaît avant son intronisation dans des lettres provenant de Nippur, qui est située près de sa capitale, Shapiya ; ces documents indiquent que la présence de tribus chaldéennes et araméennes dans la région, sous un jour pacifique comme belliqueux. Ce chef chaldéen profite d'une campagne syrienne de Tiglath-Phalazar pour renverser le roi babylonien que celui-ci a installé sur le trône. Il faut trois années aux troupes assyriennes pour l'éliminer : finalement acculé et assiégé dans sa capitale Shapiya, il y est tué en même temps que son fils Shumu-ukin. Le roi assyrien a alors décidé de prendre lui-même le trône de Babylone, mais cela n'éteint pas l'esprit de résistance de la région, qui est très affirmé chez les chefs chaldéens.

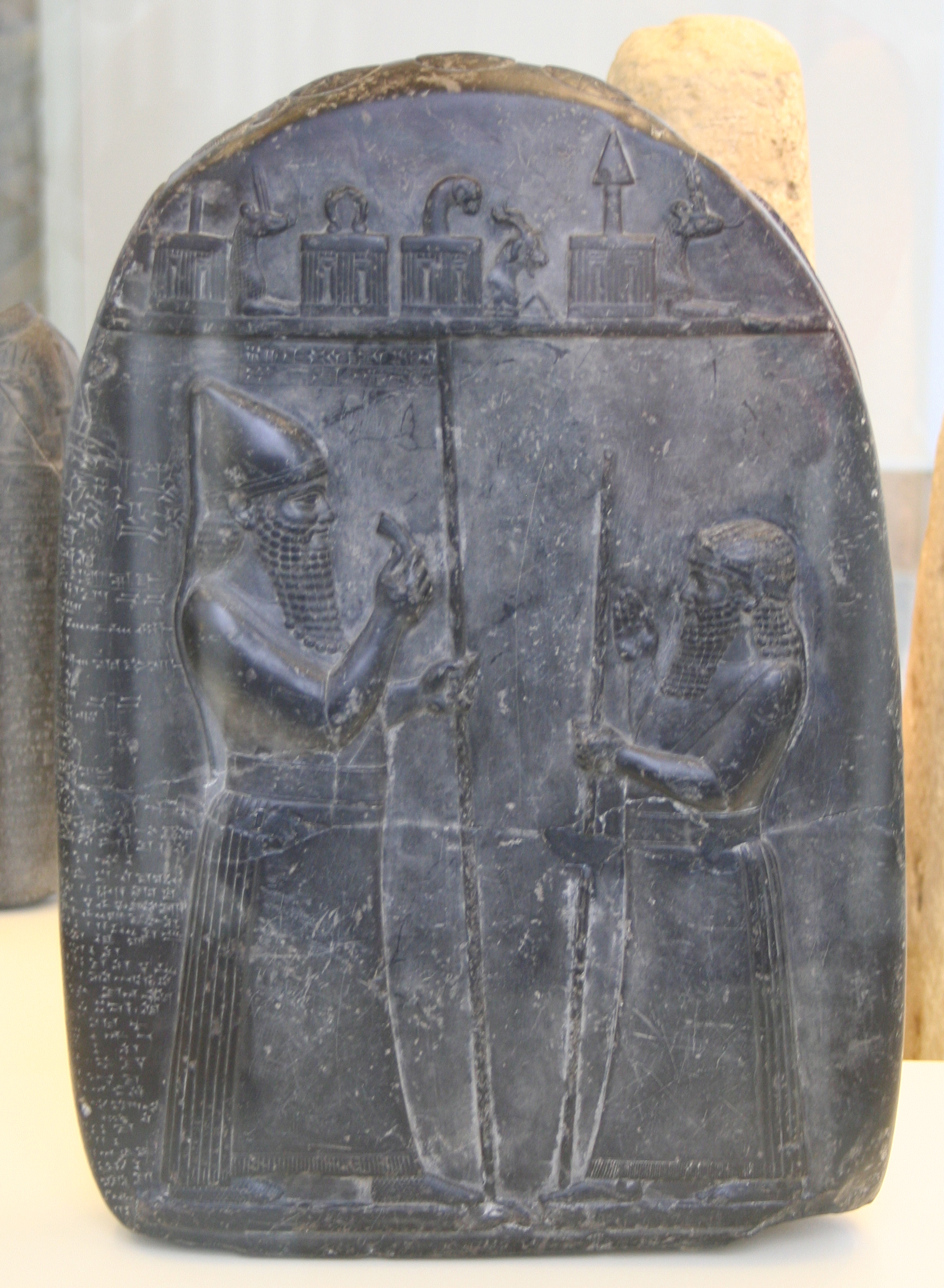
Kudurru représentant Merodach-baladan II (en grand) face à un gouverneur à qui il octroie des terres, dans la tradition royale babylonienne. Pergamon Museum.

Le plus coriace d'entre eux est Marduk-apla-iddina II, connu sous son nom biblique Merodach-baladan (II), de la confédération Bit-Yakin ou dynastie du Pays de le Mer, petit-fils du précédent roi Eriba-Marduk. Le successeur de Tiglath-Phalazar III, Salmanazar V, est renversé en 722 par son frère Sargon II, et Merodach-baladan profite de l'occasion pour prendre le pouvoir en Babylonie. Il noue une alliance avec l'Élam, qui est parvenu à infliger une défaite à l'Assyrie en 720. Sargon II est ensuite occupé en Syrie du nord et en Anatolie, et pendant douze ans, Merodach-baladan règne sur Babylone (721-709). Sentant la réplique assyrienne venir vers 710, le roi chaldéen manœuvre pour obtenir des alliés (c'est à cette occasion qu'il entre en contact avec Ézéchias de Juda), que tente de contrer Sargon, qui parvient à garder des villes babyloniennes de son côté. La supériorité militaire est du côté assyrien, et Merodach-baladan est chassé du trône, et fuit en Élam. Il tente de reprendre le pouvoir une première fois après la mort de Sargon II en 705 avec l'appui des Élamites, mais cette fois-ci la réplique du nouveau roi assyrien, Sennachérib, est immédiate et toute la Babylonie doit se soumettre aux Assyriens, qui prélèvent un lourd tribut en pays chaldéen comme ailleurs, et déportent des dizaines de milliers de personnes. Marduk-apla-iddina est retranché au Pays de la Mer dans les années qui suivent, où il mène une guérilla contre l'Assyrie jusqu'à sa mort vers 700. Ses enfants et petits-enfants chefs de Bit-Yakin reprennent le flambeau, demeurant une source de troubles constants pour les Assyriens jusqu'en 748.
Un autre rival coriace de Sennachérib est Mushezib-Marduk de Bit-Dakkuri, qui avait pourtant servi le gouverneur assyrien de Lahiru au nord de la Babylonie), avant de se joindre aux résistants de Bit-Yakin, et d'échapper aux Assyriens lors de la campagne finale contre Merodach-baladan en 700. Il refait surface en 693 de façon spectaculaire en prenant le trône de Babylone. Il est chassé et fuit en Élam, puis revient prendre le trône grâce à une coalition menée par les Élamites, unissant Chaldéens, Araméens et habitants de Babylone. Ils parviennent apparemment à tenir en échec les Assyriens, mais ceux-ci mettent le siège devant Babylone en 690. La ville tombe après quinze mois de siège, Mushezib-Marduk est capturé et emmené en Assyrie avec sa famille. Son sort est inconnu.

### Les derniers actes de la résistance à l'Assyrie (689-626 av. J.-C.)

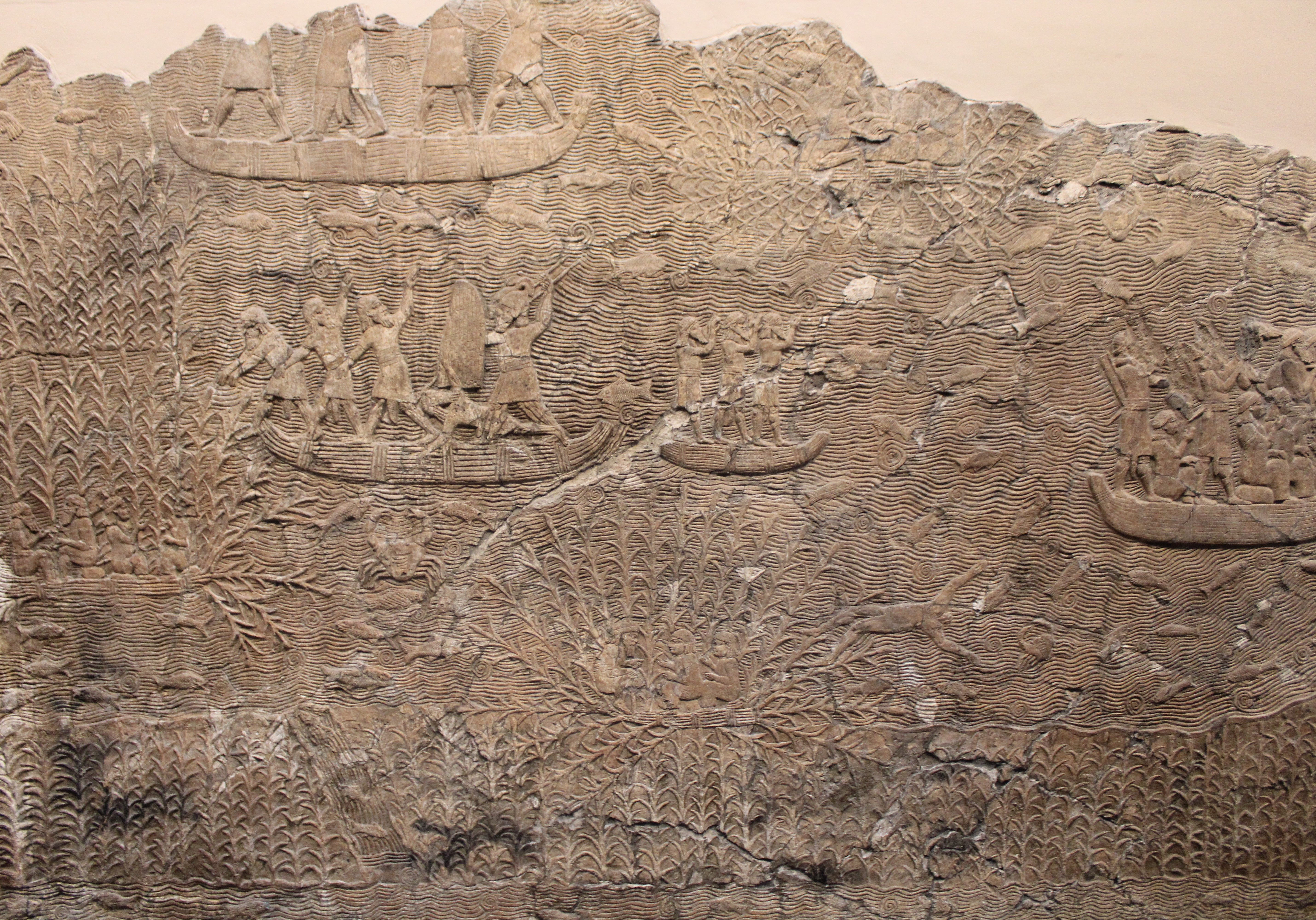
Les troupes assyriennes au combat dans les marais du sud babylonien, où se cachent des ennemis en fuite. Bas-relief du palais nord-ouest de Ninive, finalisés vers 640-620 av. J.-C. British Museum.

Par la suite une nouvelle guerre entre Babylone et l'Assyrie conduit à la destruction de la capitale méridionale par Sennachérib, avant sa restauration par son fils Assarhaddon. Celui-ci affronte à nouveau le Bit-Yakin/Pays de la Mer, dirigé par Nabû-zer-kitti-lishur, un des fils de Merodach-baladan, qui est vaincu et fuit en Élam, cette fois-ci moins accueillant puisqu'il y est mis à mort. Son frère Na'id-Marduk échappe à la tuerie et trouve refuge auprès d'Assarhaddon, qui le prend sous sa coupe et fait de lui le gouverneur du Pays de la Mer. La situation du Pays de la Mer semble rester troublée dans les années qui suivent, puisque les Élamites y conduisent une offensive pour y installer un autre fils de Merodach-baladan, Nabû-ushallim. Vers la même époque le chef de Bit-Dakkuri, Shamash-ibni, oppose une résistance aux Assyriens, mais il est capturé en 678, emmené en Assyrie et exécuté. Nabû-ushallim devient alors un vassal d'Assarhaddon, mais cela ne l'empêche pas de causer des troubles à son suzerain puisqu'il essaye d'étendre son territoire vers la ville de Marad et accueille d'anciens serviteurs et soldats de Shamash-ubni, qu'il refuse de livrer aux Assyriens.
À la mort d'Assarhaddon en 669 son fils Assurbanipal lui succède en Assyrie, tandis qu'un autre de ses fils, Shamash-shum-ukin, devient roi de Babylone, tout en ayant le statut de vassal de son frère. Le calme règne en Babyonie jusqu'en 552, quand le roi babylonien, manifestement insatisfait de sa position subalterne, décide de se révolter contre son frère. Les Chaldéens se rallient à lui, en particulier le chef du Pays de la Mer (Bit-Yakin), Nabû-bel-shumati, petit-fils de Merodach-baladan qu'il est, pourtant vassal de l'Assyrie. Comme son ancêtre il reçoit l'appui des Élamites, et oppose une résistance farouche dans les marais de son pays, avant d'être vaincu en 650. La rébellion est réduite au prix de combats acharnés en 648, quand Babylone chute puis l'Élam subit à son tour des défaites cinglantes et destructions dans les années qui suivent.

### Un empire «chaldéen»?
Après la mort d'Assurbanipal vers 630 av. J.-C. le vent tourne en faveur de Babylone, qui parvient à profiter d'un conflit successoral en Assyrie pour prendre son indépendance, sous la direction de Nabopolassar. Il parvient ensuite à porter le conflit en Assyrie puis, avec l'appui des Mèdes, à faire tomber cet empire entre 614 et 609 av. J.-C. Il meurt en 605, et son fils Nabuchodonosor II, l'un des plus fameux souverains babyloniens, lui succède et poursuit son œuvre de construction d'un empire babylonien. Celui-ci est couramment désigné par les historiens sous la dénomination de « néo-babylonien », mais il est aussi régulièrement désigné comme un empire « chaldéen ». Cela ne signifie pas qu'il ait été fondé par une dynastie d'origine chaldéenne. En fait cela reflète le fait que les auteurs grecs et la Bible ont transmis le souvenir de cet empire sous la désignation de Chaldéen parce que c'est ainsi qu'ils avaient pris l'habitude de désigner la Babylonie et ses habitants. Les origines de Nabopolassar sont obscures, lui-même ne cachant pas qu'il n'est pas d'ascendance royale. Il semble être issu d'une famille de notables d'Uruk, bien que cela n'exclue pas forcément une origine chaldéenne.
Pourtant selon P.-A. Beaulieu les arguments ne manqueraient pas pour considérer que les Chaldéens ont joué un rôle important dans la fondation de cet empire, d'abord en étant des acteurs majeurs de la résistance contre l'Assyrie, puis en participant aux guerres qui provoquent la chute de cet empire. Les chefs de Bit-Amukkani et Bit-Dakkuri figurent parmi les hauts dignitaires de l'empire babylonien dans une liste du temps de Nabuchodonosor. Cependant on y trouve aussi des chefs de tribus araméennes, indiquant que celles-ci jouent un rôle de même importance. Dans sa description du siège de Jérusalem de 587-586, la Bible dit que Nabuchodonosor se présente sous les remparts de la ville avec des Chaldéens et Araméens parmi ses troupes. De ce fait, Beaulieu considère que l'importance de ces groupes pourrait justifier l'appellation d'empire « chaldéen », ou « araméo-chaldéen ». Quoi qu'il en soit les tribus chaldéennes apparaissent encore dans les archives de l'Eanna, le temple d'Ishtar d'Uruk, pour la période 626-520 av. J.-C. : Bit-Yakin et Bit-Sa'alli ont disparu, mais comme indiqué Bit-Amukkani et Bit-Dakkuri sont encore importantes, tandis que Bit-Silani est encore mentionné dans quelques inscriptions de Nabuchodonosor II.

## Usages postérieurs des noms «Chaldée» et «Chaldéens»

### La Chaldée et les Chaldéens dans la Bible
Dans la Bible hébraïque, le terme Chaldéens est rendu par Kaśdīm (pluriel) ; la Septante emploie la variante grecque courante Chaldaioi,.
Dans le Livre de la Genèse (11:28, 31 ; 15:7), la Chaldée est le pays où se trouve Ur (Ur Kaśdīm, « Ur des Chaldéens »), la ville d'origine d'Abram/Abraham, où son frère Haram meurt, et d'où il part avec son père Terah et leur famille. Selon l'explication historico-critique, telle que formulée par Thomas Römer, la mention de l'origine « chaldéenne » d'Abraham dans la Bible implique, sinon l'origine récente de la légende de ce personnage, du moins le caractère tardif du rattachement des origines du Patriarche au sud de la Mésopotamie. En effet le terme de « Chaldée » n'apparaît qu'à une époque « récente » (à l'époque néo-babylonienne précisément, celle de l'Exil) dans les textes bibliques. Römer voit dans le lien entre Abraham et la Chaldée une création des Juifs exilés dans cette région sous le règne de Nabuchodonosor II. Leur propre espérance d'un retour en Judée et de la fin de leur exil, qui se produisit effectivement sous Cyrus II et ses successeurs, fut mythifiée dans la création de la migration légendaire du père d'Abraham d'Ur à Harran et du patriarche lui-même de la Syrie vers la Judée. Les exilés rentrant au pays refaisaient le chemin parcouru par leur ancêtre et sa propre destinée promise par Dieu à la gloire préfigurait la leur : le nomade sans patrie serait le « Père d'une multitude » (signification du nom « Abraham »), préfiguration du destin heureux que se prédisaient les exilés de retour vers la Judée.
La Bible comprend d'autres mentions des Chaldéens et de la Chaldée, plus en accord avec les autres textes antiques de la même époque, notamment l'emploi des termes comme synonymes de Babyloniens et Babylone. Ainsi le Livre d'Ézéchiel (16:29 et 23:14-16 et 23) mentionne les tentatives d'alliance entre Juda et les Chaldéens, condamnées par le prophète. Dans le Second Livre des Rois (24:2, 25:4, 5, 10, 13, 24-26), le Deuxième Livre des Chroniques (36:17) et le Livre de Jérémie (21:4, 22:25, 40:9-10 etc.) le terme est employé pour désigner l'armée babylonienne qui s'empare de Babylone et domine Juda. Ils sont associés à Babylone, qu'ils regardent avec fierté, dans les prophéties du Livre d'Isaïe (13:19). Cet usage de Chaldée comme alternative à Babylone ressort ensuite dans les évocations de l'Exil babylonien dans Ézéchiel, Jérémie et Isaïe. Dans le Livre de Daniel c'est Darius qui est fait roi de Chaldée (9:1) et des Chaldéens font partie des conseillers de la cour babylonienne (2:2, 4, 5, 10).

### Chaldée et Chaldéens chez les Grecs et les Romains
Dans les sources grecques antiques, le terme géographique « Chaldée », Chaldaia / Χαλδαία devient un synonyme de Babylonie, et la désignation ethnique « Chaldéens », Chaldaioi / Χαλδαῖoι, devient également un synonyme de Babyloniens. Mais chez les géographes tels que Strabon et Ptolémée, la distinction entre Babylonie et Chaldée est comprise, le second terme servant alors à désigner le sud de la Babylonie.
Le terme « Chaldéens », Chaldaioi / Χαλδαῖoι, est également employé à partir d’Hérodote pour désigner en particulier des prêtres babyloniens. L'origine de ce nouveau sens n'est pas comprise, étant donné qu'il n'apparaît pas dans les sources babyloniennes. Par la suite les Chaldéens des sources gréco-romaines sont essentiellement des personnes qui sont versées dans l'astronomie et l'astrologie, et aussi la magie, la divination, vivant en Babylonie ou revendiquant un savoir hérité de celui de Babylonie,,.
Ainsi Strabon présente les Chaldéens comme les philosophes de la Babylonie, surtout versés dans l'astronomie, et il évoque leur division en tribus, dont les Orchenoi (gens d'Uruk) et les Borsippeni (gens de Borsippa), faisant sans doute référence aux prêtres des grands temples de ces deux villes, qui étaient effectivement d'importants centres de culture et en particulier d'astronomie à cette période. Le savoir des astronomes/astrologues babyloniens de cette période est attesté par de nombreuses tablettes cunéiformes, et il est manifeste qu'il a eu une influence déterminante sur le développement de l'astronomie grecque chez Hipparque et Ptolémée. Ce dernier, ainsi que Pline l'Ancien, évoquent un savant chaldéen de renom appelé Chidenas, ce qui serait la transcription en grec du nom babylonien Kidinnu, auquel ils attribuent des avancées importantes dans le savoir astronomique.
Dans le monde gréco-romain le terme de Chaldéen désigne aussi des spécialistes des arts occultes n'ayant pas de liens manifestes avec le milieu savant babylonien, ce qui se voit dans les Oracles chaldaïques, texte du IIe siècle présentant une cosmologie et une réflexion sur l'âme d'inspiration platonicienne, présenté sous la forme d'oracles. Finalement le terme de chaldéen finit par désigner des diseurs de bonne aventure, ce qui a progressivement conduit à lui donner une connotation négative.

### Des Chaldéens antiques aux Chaldéens modernes
Le terme de « Chaldéens » n'est plus utilisé pour désigner un groupe ethnique existant durant les derniers siècles de l'Antiquité, et durant la majeure partie du Moyen Âge. Ce terme, de même que le mot géographique « Chaldée », sont alors employés dans le sens qu'ils avaient chez les auteurs Grecs et Romains, ainsi que dans la Bible. Aux yeux des populations chrétiennes parlant l'araméen, les Chaldéens sont donc des astrologues, des magiciens, des adorateurs des astres, en fin de compte des hérétiques. Le terme a donc un sens péjoratif, et il n'y a pas lieu de se réclamer de leur héritage. Elles se désignent plutôt par les termes « Araméens » ou « Syriaques », ou la désignation spécifiquement religieuse de « Nestoriens ». En 1445 cependant le Pape Eugène IV choisit de reprendre le terme Chaldéens pour désigner les Chrétiens d'Orient qui ont décidé de se rallier à Rome, par opposition aux Nestoriens/Syriaques (plus tard « Assyriens ») qui conservent leurs spécificités théologiques. Le terme avait alors connu un regain d'usage sous la plume d'auteurs Occidentaux, qui sont donc à l'origine de cette désignation, jusqu'alors absente des écrits des communautés chrétiennes orientales.
Puis à l'époque moderne le terme en vient à désigner plus largement les catholiques chaldéens mais aussi les Chrétiens assyriens, dans un sens ethnique, notamment chez des auteurs très importants dans la redécouverte de la Mésopotamie antique (Henry Rawlinson, Hormuzd Rassam, lui-même catholique chaldéen) qui proclament une filiation entre les Chaldéens antiques et ces Chaldéens modernes. À leur suite des auteurs Chaldéens catholiques reprennent ce terme comme alternative à « Assyrien », trop rattaché selon eux à l'église orientale assyrienne. Par la suite une position plus nuancée fut développée, moins marquée par l'opposition entre les deux groupes.